# Іван Карадак
Іван Карадак (мак. Иван Карадак; 16 липня 1946, Охрид — 17 грудня 2017, Скоп'є) — македонський письменник, драматург і сатирик, якого називають батьком сучасної македонської сатири. Найвідоміший завдяки шоу "Хіхіріку", яке виходило щотижня у першій програмі македонського радіо, об 11 ранку, протягом сорока років.

## Біографія
Карадак був автором театральних вистав: "Вгору високо - Вниз глибоко", "Жартівлива вечірка", адаптація тексту "Як вбити дружину і чому", трьох новорічних вистав для дітей, першої премії радіодрами "Мати" та багатьох інших. Також є автором кількох книг: афоризмів "Коприварник", сатиричних віршів "Мандрівник за душею", сатиричних поезій "Записки на воді", коротких сценаріїв "Місячний корок" та останньої книги афоризмів "Подумай колючками". Автор багатьох телевізійних драм та серіалів, серед яких: перша премія «Квіти на скелі», знамениті «Камчевці», «Альф з Ново-Лісіце», «Привіт, привіт», «Агентство самотніх сердець», «Балканбенд» та інші.
Лауреат багатьох нагород, серед яких державна премія «Св. Климент Охридський». Його дочка - македонська письменниця Марта Маркоська. Помер у Скоп'є 17 грудня 2017 року.